# Parabopyrella tanyensis
Parabopyrella tanyensis är en kräftdjursart som först beskrevs av M. Bourdon1979.  Parabopyrella tanyensis ingår i släktet Parabopyrella och familjen Bopyridae. Inga underarter finns listade i Catalogue of Life.